# Diocesi di Estelí
La diocesi di Estelí (in latino Dioecesis Esteliensis) è una sede della Chiesa cattolica in Nicaragua suffraganea dell'arcidiocesi di Managua. Nel 2021 contava 1.162.860 battezzati su 1.440.820 abitanti. La sede è vacante.

## Territorio
La diocesi comprende i dipartimenti di Estelí, Madriz e Nueva Segovia, nella parte occidentale del Nicaragua.
Sede vescovile è la città di Estelí, dove si trova la cattedrale di Nostra Signora del Santissimo Rosario.
Il territorio si estende su una superficie di 7.298 km² ed è suddiviso in 43 parrocchie.

## Storia
La diocesi è stata eretta il 17 dicembre 1962 con la bolla Supremi muneris di papa Giovanni XXIII, ricavandone il territorio dalla diocesi di León en Nicaragua.

## Cronotassi dei vescovi
Si omettono i periodi di sede vacante non superiori ai 2 anni o non storicamente accertati.
- Clemente Carranza y López † (12 gennaio 1963 - 7 febbraio 1978 deceduto)
- Rubén López Ardón (2 gennaio 1979 - 6 marzo 1990 dimesso)
- Juan Abelardo Mata Guevara, S.D.B. (6 marzo 1990 - 6 luglio 2021 ritirato)
  - Sede vacante (dal 2021)
  - Rolando José Álvarez Lagos,[1] dal 6 luglio 2021 (amministratore apostolico)

## Statistiche
La diocesi nel 2021 su una popolazione di 1.440.820 persone contava 1.162.860 battezzati, corrispondenti all'80,7% del totale.
| anno | popolazione | popolazione | popolazione | presbiteri | presbiteri | presbiteri | presbiteri                | diaconi | religiosi | religiosi | parrocchie |
| anno | battezzati  | totale      | %           | numero     | secolari   | regolari   | battezzati per presbitero | diaconi | uomini    | donne     | parrocchie |
| ---- | ----------- | ----------- | ----------- | ---------- | ---------- | ---------- | ------------------------- | ------- | --------- | --------- | ---------- |
| 1966 | 168.000     | 169.500     | 99,1        | 16         | 12         | 4          | 10.500                    |         | 4         | 43        | 16         |
| 1968 | 185.500     | 191.218     | 97,0        | 18         | 12         | 6          | 10.305                    |         | 6         |           | 12         |
| 1976 | 230.324     | 233.324     | 98,7        | 25         | 17         | 8          | 9.212                     |         | 13        | 44        | 17         |
| 1977 | 243.950     | 251.450     | 97,0        | 23         | 17         | 6          | 10.606                    |         | 12        | 44        | 17         |
| 1990 | 282.000     | 314.000     | 89,8        | 32         | 14         | 18         | 8.812                     |         | 30        | 35        | 26         |
| 1999 | 580.600     | 650.500     | 89,3        | 47         | 30         | 17         | 12.353                    | 5       | 26        | 27        | 23         |
| 2000 | 638.660     | 715.550     | 89,3        | 50         | 33         | 17         | 12.773                    | 5       | 26        | 27        | 23         |
| 2001 | 638.660     | 715.550     | 89,3        | 24         | 14         | 10         | 26.610                    | 5       | 19        | 27        | 23         |
| 2002 | 730.550     | 760.850     | 96,0        | 27         | 17         | 10         | 27.057                    | 5       | 19        | 29        | 23         |
| 2003 | 740.450     | 775.540     | 95,5        | 35         | 21         | 14         | 21.155                    | 5       | 23        | 29        | 23         |
| 2004 | 814.495     | 853.094     | 95,5        | 34         | 20         | 14         | 23.955                    | 5       | 23        | 29        | 24         |
| 2006 | 913.862     | 957.171     | 95,5        | 31         | 22         | 9          | 29.479                    | 5       | 18        | 29        | 24         |
| 2013 | 1.026.000   | 1.068.000   | 96,1        | 42         | 33         | 9          | 24.428                    | 5       | 16        | 32        | 32         |
| 2016 | 1.116.744   | 1.394.319   | 80,1        | 48         | 38         | 10         | 23.265                    | 1       | 15        | 41        | 32         |
| 2019 | 1.169.400   | 1.466.000   | 79,8        | 42         | 32         | 10         | 27.842                    | 7       | 24        | 33        | 41         |
| 2021 | 1.162.860   | 1.440.820   | 80,7        | 57         | 36         | 21         | 20.401                    | 5       | 28        | 37        | 43         |